# Sonja Kraushofer

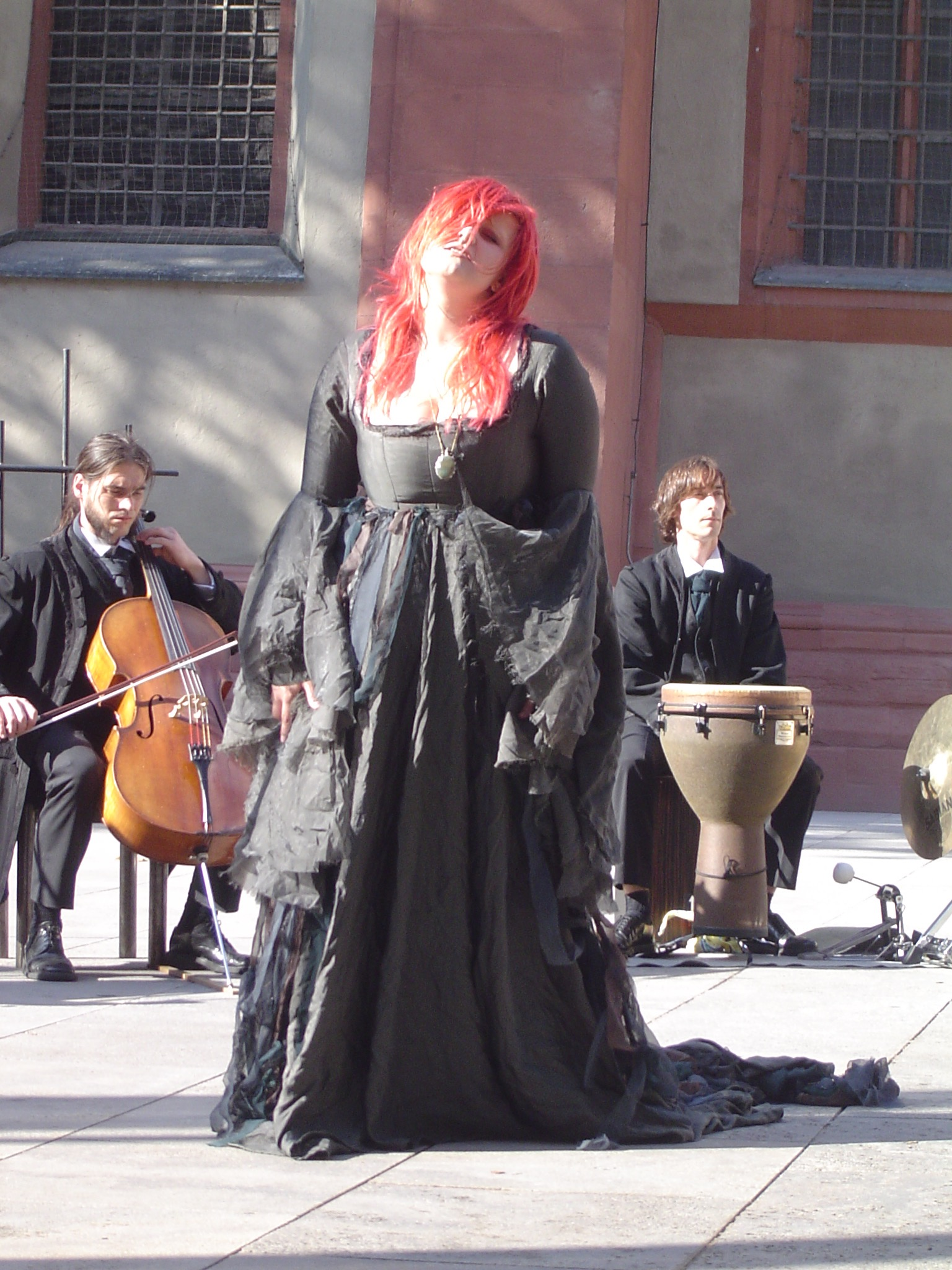
Sonja Kraushofer, 2009 live mit Persephone

Sonja Kraushofer (* 6. November 1978 in Baden bei Wien, Österreich) ist Sängerin der Bands L’Âme Immortelle, Coma Divine und Persephone.

## Leben
Sonja Kraushofer studierte Gesang, Tanz und Schauspiel an der Hochschule für Musik und darstellende Kunst in Wien und schloss die Ausbildung mit Diplom ab.

## Musik
Im Alter von 17 Jahren schloss sie sich der  Band L'Âme Immortelle an, mit der sie hohe Chartplatzierungen erreichte und durch Deutschland, Europa und Russland tourte. Kraushofer stand beispielsweise mit Brennende Liebe (gemeinsam mit Ooomph!) zehn Wochen in den deutschen Charts, die Single schaffte es bis auf den sechsten Platz.
Darüber hinaus nahm sie mit der Band Persephone weitere Kompositionen zwischen Chanson, Akustik-Rock bis hin zur Avantgarde auf.
2010 gründete sie die Alternative Rockband COMA DIVINE, unter anderem mit dem Gitarristen Ashley Dayour (Whispers in the Shadow). 2011 erschien das Debütalbum Dead End Circle.

## Weiteres künstlerisches Wirken

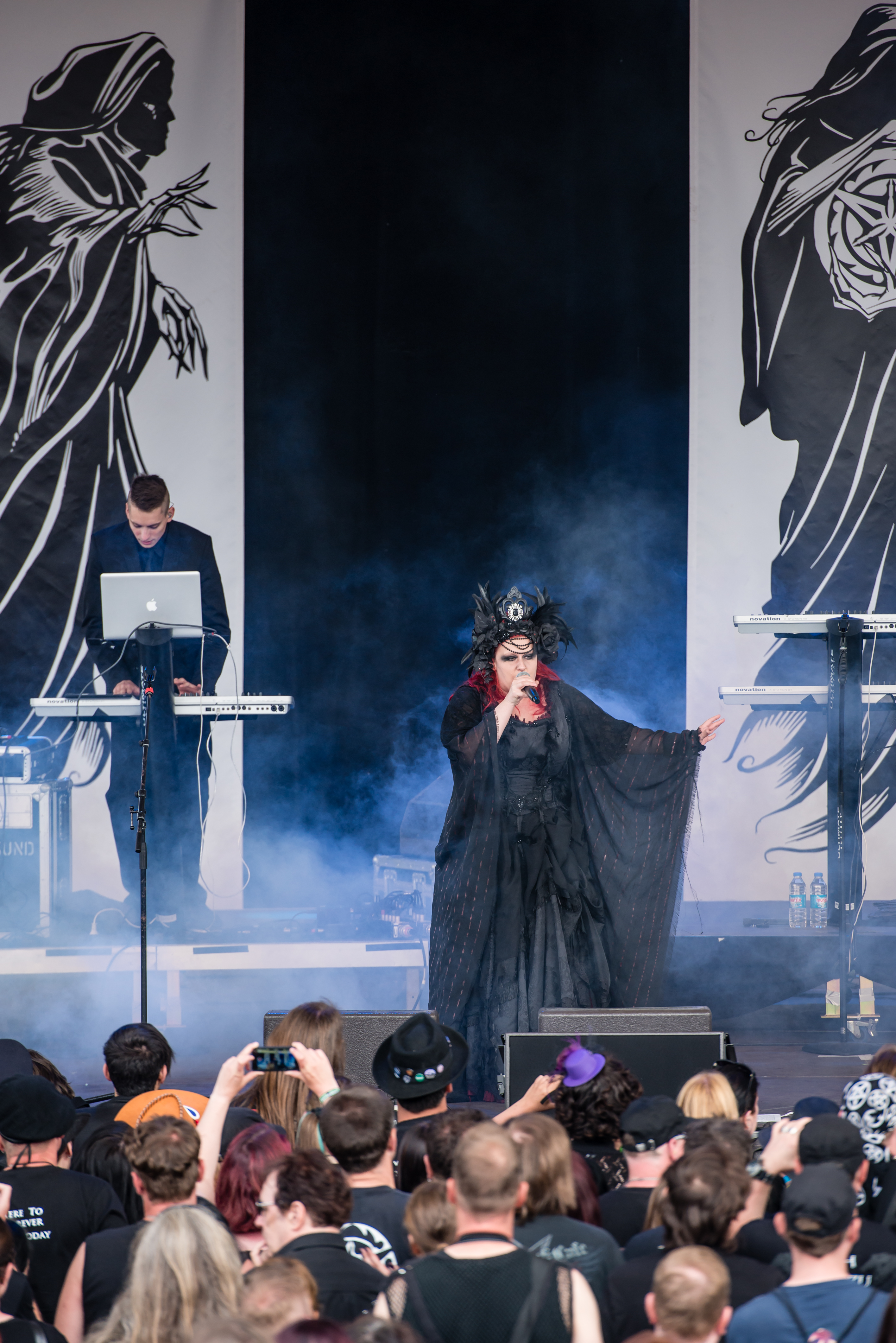
Live beim BlackFieldFestival 2015

In weiteren Projekten wirkte sie neben Katja Riemann, Mieze, Gitte Haenning u. a. bei der Vertonung von Gedichten der Poetin Else Lasker-Schüler mit. Das Stück Weltende ist der 13. Track auf dem Tonträger Ich träume so leise von dir. Außerdem singt Kraushofer den Titelsong für das Album Visionen, auf dem Schauspieler wie Christopher Lee, Iris Berben, Ulrich Pleitgen u. a. Erzählungen von Edgar Allan Poe wiedergeben.
Seit 2005 ist Sonja Kraushofer zudem als Theaterregisseurin und -darstellerin tätig. Im Ensemble Herzbruchstücke stand sie an der Seite von Harald Buresch auf österreichischen und deutschen Kleinkunstbühnen.